# پانسی هو
پانسی هو (انگلیسی: Pansy Ho؛ زادهٔ ۲۶ اوت ۱۹۶۲) هنرپیشه، کارآفرین، سرمایه‌دار و مدیر ارشد اجرایی اهل هنگ کنگ است.